# Melpignano
Melpignano község (comune) Olaszország Puglia régiójában, Lecce megyében.

## Fekvése
A Salentói-félsziget déli részén fekszik, Otrantótól nyugatra.

## Története
A település eredetéről csak feltételezések léteznek. Egyes történészek szerint peloponnészoszi görögök alapították. Egyes legendák szerint egy Melpinius nevű római centurio alapította, egy másik legenda pedig Melpomené múzsának tulajdonítja a város alapítását. A 12. századtól kezdődően különböző nemesi családok birtokolták, majd 1806-ban, amikor a Nápolyi Királyságban felszámolták a feudalizmust, Castrignano de' Greci része lett. 1837-ben vált önálló községgé. A településen jelentős griko kisebbség él.

## Népessége
A népesség számának alakulása:

## Főbb látnivalói
- San Giorgio-templom (18. század)
- Assunzione della Vergine-templom (16. század)
- Ágoston-rendiek kolostora (16. század)
- Sant’Antonio de lo Cairo-templom
- Santa Maria Maddalena-templom (17. század)
- San Michele Arcangelo-templom (18. század)
- San Pietro d’Alcantara-templom (17. század)
- Palazzo Marchesale (Bárói palota) (17. század)
- Menhirek és dolmenek a település határában.